# (37231) 2000 WW148
2000 WW148 (asteroide 37231) é um asteroide da cintura principal. Possui uma excentricidade de 0.03098380 e uma inclinação de 12.81153º.
Este asteroide foi descoberto no dia 29 de novembro de 2000 por NEAT em Haleakala.